# Komando Moriles
Komando Moriles va ser un grup de música ska de la Bisbal d'Empordà format l'any 1989. Va estacar pels seus energètics directes i va ser un dels grups pioners de l'escena skatalítica catalana juntament amb Dr. Calypso i Skatalà.
Al llarg dels 13 anys d'història van tocar en sales, cases okupades i festes majors nacionals i internacionals, així com n diversos festivals com el Txapel Reggae d'Armintza (1993 i 1998), l'Espárrago Rock (1996) o el Doctor Music Festival (1996 i 1998). Komando Moriles va publicar quatre discos, tots ells editats per Tralla Records.

## Trajectòria
Komando Moriles va néixer amb un so punk i oi!, però es va anar decantant cap a l'ska amb un so característic que es va batejar com a «Moriles sound».
A finals de 1989, Pep Becerra (baix), Marcos Pacheco (guitarra) i Pere Maruny (bateria) van crear el grup sense cap nom específic. Al 1990 s'hi va incorporar Martí Plaja a la veu i el grup adoptà el nom de Komando Moriles. Més endavant s'hi van afegir Manu Pacheco (guitarra), Joan Garcia (saxo tenor) i Joan Matacàs (trompeta). A començament de 1992 s'hi incorporà Rafa Palma (teclats), i a finals d'estiu del mateix any Dani Fossas (saxo alt). Durant els primers anys col·laborà amb el grup Xevi Vilardell (guitarra), que feia de tècnic de so. L'any 1994 Toni Ros (trombó) entrà al grup.
L'any 1995 Manu Pacheco i Pere Maruny van deixar el grup. Edu Romero, que havia col·laborat amb les percussions a l'estudi i en directe es va fer càrrec de la bateria mentre es buscava un substitut. Romero es quedaria a la banda fins a l'any 1998 en què fou substituït per Indra Vila. El mateix any David «Hereu» Heredero s'incorporà com a tècnic de so, acompanyant la banda fins al seu darrer concert. L'any 2000 Àngel Abad agafà el relleu a la bateria.
L'any 2001 Joan Matacàs va deixar el grup i va entrar Marc Trullàs als teclats fent parella amb Rafa Palma. També un nou bateria, David Gálvez «Antrax» substituí Àngel Abad. Poc després va arribar Jordi Casals que substituí Martí Plaja a la veu. Al trombó entrà Adri Canet.
El 15 de desembre de 2002, el grup es va acomiadar amb un concert al Pocafeina Festival de Riudellots de la Selva compartint cartell amb Tipuaixí i Xuxu de Pus.
Més tard, la majoria dels seus membres muntaren la banda Belafonte, amb una barreja de funk i bases seqüenciades que ja havien provat als darrers temps de Komando Moriles. Belafonte es dissolgué a finals d'estiu de 2003.
El 22 de juny de 2019 es van reunir de nou per a tocar a la plaça del Castell de la Bisbal dins dels actes de celebració del 30è aniversari de l'antic magatzem de tabac La Tabacalera.

## Discografia
- No retornable (1994)
- Recomendado por 28 de cada 27 fabricantes de lavadoras (1997)
- 44 (1999)
- Alive (2002)